# Halsbandströgfågel
Halsbandströgfågel (Bucco capensis) är en fågel i familjen trögfåglar inom ordningen jakamar- och trögfåglar.

## Utseende och läte
Halsbandströgfågel är en distinkt medelstor fågel, lätt igenkänd på stort kanelfärgat huvud, orangefärgad näbb, vitaktig undersida och ett prydligt svart halsband hela vägen runt nacke och bröst. Arten är mestadels tystlåten dagtid, men avger innan gryningen en vild serie med darrande toner olikt någon annan fågel.

## Utbredning och systematik
Fågeln förekommer från sydöstra Colombia till östra Peru, Guyanaregionen, Amazonområdet i Brasilien och Mato Grosso. Den behandlas som monotypisk, det vill säga att den inte delas in i några underarter.

## Levnadssätt
Halsbandströgfågeln bebor lägre och mellersta skikten i högvuxen regnskog, tillfälligtvis ända upp i trädkronorna. Där sitter den helt stilla i långa perioder för att plötsligt göra utfall till trädstammar, lövverk eller marken för att fånga stora insekter eller små ryggradslösa djur. Arten påträffas enstaka eller i par, men ses rätt sällan på grund av dess stillasittande lerverne.

## Status och hot
Arten har ett stort utbredningsområde, men tros minska i antal, dock inte tillräckligt kraftigt för att den ska betraktas som hotad. Internationella naturvårdsunionen IUCN listar arten som livskraftig (LC).